# Saison 2023-2024 de la PSA
Le PSA World Tour 2023-2024 est le circuit professionnel de tournois de squash organisé par l'association professionnelle de squash (PSA) pour la saison 2023-2024 qui se tient du 1er août 2023 au 31 juillet 2024. Les tournois les plus importants du circuit sont les championnats du monde masculin et féminin. Le circuit est constitué de trois catégories World Series, avec les plus importantes dotations en argent et en points, International and Challenger. En fin d'année, le circuit PSA World Series se conclut par le World Series Finals et le tournoi final PSA World Series à Dubaï, la fin de la saison world series pour les 8 meilleurs joueurs et joueuses au classement.
Le PSA World Tour (anciennement PSA World Series) comprend les tournois les plus importants en prix en argent (50 000 $ - 1 000 000 000 $) pour les joueurs plus expérimentés et mieux classés, y compris les championnats du monde PSA et les finales du PSA World Tour, étiquetés comme suit :
- PSA World Tour Platinum - tirages 48 joueurs - 165 000 $.
- PSA World Tour Gold - tirages au sort 24 joueurs - 97 500 $ - 100 000 $.
- PSA World Tour Argent - 24 joueurs - tirages au sort -67 500 $ - 70 000 $.
- PSA World Tour Bronze - tirages au sort pour 24 joueurs - 45 000 $ - 47 500 $.

Les tournois du PSA Challenger Tour offrent un circuit de 5 500 $ à 30 000 $, un circuit idéal pour les joueurs moins expérimentés et les joueurs à venir, qui comprend les niveaux suivants :
- Tournée du PSA Challenger 30 - 30 000 $
- PSA Challenger Tour 20 - 20 000 $
- Tournée du PSA Challenger 10 - 12 000 $.
- PSA Challenger Tour 5 - 6 000 $.
- PSA Challenger Tour 3 - 3 000 $.

PSA et WSF gèrent conjointement PSA Satellite Tour, un circuit pour les joueurs amateurs ou juniors qui visent à devenir des joueurs professionnels.

## Calendrier 2023-2024

### Légendes
| Championnats du monde |
| PSA Platinum          |
| PSA Gold              |
| PSA Silver            |
| PSA Bronze            |

### 2023

#### Août
| Tournoi | Date                  | Champion                                 | Finaliste       | Demi-finalistes                     | Quart de finalistes                                    |
| --- | --------------------- | ---------------------------------------- | --------------- | ----------------------------------- | ------------------------------------------------------ |
| Windsor Cup Windsor, Canada Homme : PSA Bronze 52 500 $ - tableau                                            | 15-19 août 2023       | Tarek Momen 11–8, 11–5, 3–11, 8–11, 11–7 | Youssef Soliman | Yahya Elnawasany Mohamed Elsherbini | Grégoire Marche Greg Lobban Omar Mosaad Andrew Douglas |
| Paris Squash Paris, France Homme : PSA Platinum 190 000 $ - tableau Femme : PSA Platinum 190 000 $ - tableau | 27 août - 2 septembre | Ali Farag 2–11, 13–11, 11–1, 11–9        | Diego Elías     | Paul Coll Mohamed El Shorbagy       | Joel Makin Tarek Momen Victor Crouin Mazen Hesham      |
| Paris Squash Paris, France Homme : PSA Platinum 190 000 $ - tableau Femme : PSA Platinum 190 000 $ - tableau | 27 août - 2 septembre | Nour El Sherbini 7–11, 11–4, 11–8, 11–5  | Nouran Gohar    | Amanda Sobhy Georgina Kennedy       | Sabrina Sobhy Joelle King Nour El Tayeb Nele Gilis     |

#### Septembre
| Tournoi | Date                       | Champion                                      | Finaliste        | Demi-finalistes          | Quart de finalistes                                           |
| --- | -------------------------- | --------------------------------------------- | ---------------- | ------------------------ | ------------------------------------------------------------- |
| Qatar Classic Doha, Qatar Homme : PSA Platinum 187 500 $ - tableau Femme : PSA Platinum 187 500 $ - tableau | 9 - 16 septembre           | Ali Farag 15–13, 11–5, 8–11, 11–9             | Diego Elías      | Mazen Hesham Joel Makin  | Mohamed El Shorbagy Tarek Momen Karim Abdel Gawad Greg Lobban |
| Qatar Classic Doha, Qatar Homme : PSA Platinum 187 500 $ - tableau Femme : PSA Platinum 187 500 $ - tableau | 9 - 16 septembre           | Hania El Hammamy 9–11, 11–9, 9–11, 11–9, 11–6 | Nour El Sherbini | Amanda Sobhy Tinne Gilis | Salma Hany Georgina Kennedy Nele Gilis Nouran Gohar           |
| Southwestern Open Houston, États-Unis Femmes : PSA Gold 110 000 $ - tableau                                 | 27 septembre - 1er octobre | Nour El Tayeb 9–11, 11–7, 11–5, 11–5          | Amanda Sobhy     | Nada Abbas Salma Hany    | Farida Mohamed Olivia Fiechter Mélissa Alves Emily Whitlock   |

#### Octobre
| Tournoi | Date               | Champion                                         | Finaliste        | Demi-finalistes                     | Quart de finalistes                                                    |
| --- | ------------------ | ------------------------------------------------ | ---------------- | ----------------------------------- | ---------------------------------------------------------------------- |
| US Open Philadelphie, États-Unis Homme : PSA Platinum 191 500 $ - tableau Femme : PSA Platinum 191 500 $ - tableau | 7-14 octobre 2023  | Paul Coll 11–7, 11–7, 8–11, 8–11, 12–10<         | Ali Farag        | Diego Elías Tarek Momen             | Mazen Hesham Mohamed El Shorbagy Miguel Á Rodríguez Marwan El Shorbagy |
| US Open Philadelphie, États-Unis Homme : PSA Platinum 191 500 $ - tableau Femme : PSA Platinum 191 500 $ - tableau | 7-14 octobre 2023  | Nour El Sherbini 11–6, 11–6, 11–7                | Hania El Hammamy | Olivia Fiechter Amanda Sobhy        | Amina Orfi Georgina Kennedy Nour El Tayeb Nele Gilis                   |
| Grasshopper Cup Zürich, Suisse Hommes : PSA Gold 110 500 $ - tableau Femme : PSA Gold 110 500 $ - tableau          | 17-22 octobre 2022 | Karim Abdel Gawad 11–6, 9–11, 11–8, 11–6         | Joel Makin       | Marwan El Shorbagy Baptiste Masotti | Mohamed El Shorbagy Mostafa Asal Nicolas Müller Youssef Ibrahim        |
| Grasshopper Cup Zürich, Suisse Hommes : PSA Gold 110 500 $ - tableau Femme : PSA Gold 110 500 $ - tableau          | 17-22 octobre 2022 | Nour El Sherbini 11–6, 11–7, 11–9                | Hania El Hammamy | Nele Gilis Georgina Kennedy         | Rowan Elaraby Sabrina Sobhy Satomi Watanabe Sarah-Jane Perry           |
| QSF 4 Doha Homme : PSA Bronze 50 000 $ - tableau                                                                   | 23-27 octobre 2023 | Abdulla Al-Tamimi 7–11, 11–3, 12–10, 6–11, 12–10 | Tarek Momen      | Victor Crouin Fares Dessouky        | Raphael Kandra Balázs Farkas Omar Mosaad Dimitri Steinmann             |

#### Novembre
| Tournoi | Date                   | Champion                                 | Finaliste      | Demi-finalistes                       | Quart de finalistes                                               |
| --- | ---------------------- | ---------------------------------------- | -------------- | ------------------------------------- | ----------------------------------------------------------------- |
| Monte-Carlo Squash Classic Monte Carlo, Monaco Femme : PSA Challenger 20 20 000 $ - tableau                              | 6–10 novembre          | Lucy Turmel forfait                      | Emily Whitlock | Georgia Adderley Hana Moataz          | Énora Villard Grace Gear Millie Tomlinson Mariam Metwally         |
| Open de Malaisie Kuala Lumpur, Malaisie Homme : PSA Bronze 51 500 $ - tableau Femme : PSA Bronze 51 500 $ - tableau      | 6-10 novembre          | Karim Abdel Gawad 11–8, 12–10, 11–5      | Mostafa Asal   | Eain Yow Ng Ramit Tandon              | Victor Crouin Dimitri Steinmann Sébastien Bonmalais Saurav Ghosal |
| Open de Malaisie Kuala Lumpur, Malaisie Homme : PSA Bronze 51 500 $ - tableau Femme : PSA Bronze 51 500 $ - tableau      | 6-10 novembre          | Nour El Tayeb 11–2, 11–4, 11–4           | Rachel Arnold  | Malak Khafagy Sivasangari Subramaniam | Kenzy Ayman Farida Mohamed Lee Ka Yi Amina Orfi                   |
| Open de Singapour Kallang, Singapour Homme : PSA Gold 112 500 $ - tableau Femme : PSA Gold 112 500 $ - tableau           | 14-19 novembre         | Ali Farag 6–11, 11–4, 14–12, 11–8        | Diego Elías    | Mostafa Asal Marwan El Shorbagy       | Mohamed El Shorbagy Paul Coll Fares Dessouky Youssef Soliman      |
| Open de Singapour Kallang, Singapour Homme : PSA Gold 112 500 $ - tableau Femme : PSA Gold 112 500 $ - tableau           | 14-19 novembre         | Nele Gilis 11–6, 12–10, 8–11, 5–11, 11–4 | Tinne Gilis    | Georgina Kennedy Sarah-Jane Perry     | Sivasangari Subramaniam Sabrina Sobhy Rowan Elaraby Salma Hany    |
| The Hong Kong Football Club Open Hong Kong Homme : PSA Bronze 55 000 $ - tableau Femme : : PSA Bronze 55 000 $ - tableau | 21-25 novembre         | Aly Abou Eleinen 11–6, 5–11, 11–7, 11–7  | Eain Yow Ng    | Mohamed Elsherbini Iker Pajares       | Henry Leung Nathan Lake Grégoire Marche Lau Tsz-Kwan              |
| The Hong Kong Football Club Open Hong Kong Homme : PSA Bronze 55 000 $ - tableau Femme : : PSA Bronze 55 000 $ - tableau | 21-25 novembre         | Sivasangari Subramaniam 11–9, 11–8, 11–5 | Amina Orfi     | Georgina Kennedy Sarah-Jane Perry     | Mélissa Alves Sabrina Sobhy Rachel Arnold Tomato Ho               |
| Hong Kong Open Hong Kong, Chine Homme : PSA Platinum 190 000 $ - tableau Femme : PSA Platinum 190 000 $ - tableau        | 27 novembre–3 décembre | Paul Coll 10–12, 11–3, 11–8, 8–11, 11–9  | Ali Farag      | Mohamed El Shorbagy Mostafa Asal      | Marwan El Shorbagy Mazen Hesham Diego Elías Tarek Momen           |
| Hong Kong Open Hong Kong, Chine Homme : PSA Platinum 190 000 $ - tableau Femme : PSA Platinum 190 000 $ - tableau        | 27 novembre–3 décembre | Hania El Hammamy 6–5rtd.                 | Amanda Sobhy   | Nour El Sherbini Nele Gilis           | Tinne Gilis Sivasangari Subramaniam Satomi Watanabe Rowan Elaraby |

#### Décembre
| Tournoi | Date               | Champion                    | Finaliste          | Demi-finalistes          | Quart de finalistes                                              |
| --- | ------------------ | --------------------------- | ------------------ | ------------------------ | ---------------------------------------------------------------- |
| Open de Nouvelle-Zélande Tauranga, Nouvelle-Zélande Homme : PSA Silver 77 500 $ - tableau Femme : PSA Silver 77 500 $ - tableau | 5-10 décembre 2023 | Paul Coll 11–6, 11–6, 11–6  | Marwan El Shorbagy | Joel Makin Victor Crouin | Patrick Rooney Baptiste Masotti Grégoire Marche Auguste Dussourd |
| Open de Nouvelle-Zélande Tauranga, Nouvelle-Zélande Homme : PSA Silver 77 500 $ - tableau Femme : PSA Silver 77 500 $ - tableau | 5-10 décembre 2023 | Nele Gilis 11–8, 11–3, 11–8 | Tinne Gilis        | Aifa Azman Tesni Evans   | Lucy Beecroft Tomato Ho Tong Tsz-Wing Lee Ka Yi                  |

### 2024

#### Janvier
| Tournoi | Date                   | Champion                                      | Finaliste          | Demi-finalistes                   | Quart de finalistes                                                 |
| --- | ---------------------- | --------------------------------------------- | ------------------ | --------------------------------- | ------------------------------------------------------------------- |
| SmartCentres Kinetic Florida Open Boynton Beach, États-Unis Homme : PSA Gold 110 750 $ - tableau Femme : PSA Gold 110 750 $ - tableau | 9-14 janvier 2024      | Mostafa Asal 11–4, 9–11, 11–1, 11–1           | Mazen Hesham       | Diego Elías Mohamed El Shorbagy   | Grégoire Marche Joel Makin Tarek Momen Sébastien Bonmalais          |
| SmartCentres Kinetic Florida Open Boynton Beach, États-Unis Homme : PSA Gold 110 750 $ - tableau Femme : PSA Gold 110 750 $ - tableau | 9-14 janvier 2024      | Nour El Sherbini 11–5, 11–9, 11–7             | Hania El Hammamy   | Nouran Gohar Olivia Weaver        | Amina Orfi Farida Mohamed Sivasangari Subramaniam Chan Sin Yuk      |
| Tournament of Champions New York, États-Unis Homme : PSA Platinum 190 000 $ - tableau Femme : PSA Platinum 190 000 $ - tableau        | 17-25 janvier          | Ali Farag 7–11, 11–6, 11–4, 9–11, 11–5        | Diego Elías        | Mostafa Asal Victor Crouin        | Mohamed El Shorbagy Tarek Momen Paul Coll Mazen Hesham              |
| Tournament of Champions New York, États-Unis Homme : PSA Platinum 190 000 $ - tableau Femme : PSA Platinum 190 000 $ - tableau        | 17-25 janvier          | Nour El Sherbini 9–11, 4–11, 11–5, 11–5, 11–5 | Nouran Gohar       | Hania El Hammamy Rowan Elaraby    | Amina Orfi Nour El Tayeb Fayrouz Aboelkheir Olivia Weaver           |
| Carol Weymuller Open Brooklyn, États-Unis Femmes : PSA Bronze 51 250 $ - tableau                                                      | 25 - 29 janvier        | Farida Mohamed 12–10, 11–4, 7–11, 11–8        | Fayrouz Aboelkheir | Salma Hany Olivia Weaver          | Hollie Naughton Sarah-Jane Perry Hana Ramadan Lucy Beecroft         |
| Motor City Open Bloomfield Hills, États-Unis Hommes : PSA Silver 80 000 $ - tableau                                                   | 31 janvier - 4 février | Diego Elías 11–8, 11–9, 11–6                  | Paul Coll          | Fares Dessouky Miguel Á Rodríguez | Adrian Waller Rui Soares Nicolas Müller Mohamed Elsherbini          |
| Cincinnati Gaynor Cup Cincinnati, États-Unis Femmes : PSA Silver 75 000 $ - tableau                                                   | 31 janvier - 4 février | Olivia Weaver 11–8, 11–1, 11–7                | Tinne Gilis        | Rowan Elaraby Georgina Kennedy    | Kenzy Ayman Sivasangari Subramaniam Tesni Murphy Fayrouz Aboelkheir |

#### Février
| Tournoi | Date          | Champion                                 | Finaliste          | Demi-finalistes                       | Quart de finalistes                                                     |
| --- | ------------- | ---------------------------------------- | ------------------ | ------------------------------------- | ----------------------------------------------------------------------- |
| DAC Pro Squash Classic Detroit, États-Unis Femme : PSA Silver 24 joueuses – 82 500 $ - tableau                                                                   | 6–10 février  | Olivia Weaver 11–8, 11–3, 11–2           | Rowan Elaraby      | Nouran Gohar Hollie Naughton          | Nada Abbas Hana Moataz Jasmine Hutton Mélissa Alves                     |
| Open de Pittsburgh Pittsburgh, États-Unis Homme : PSA Silver 24 joueurs - 75 000 $ - tableau                                                                     | 7–11 février  | Karim Abdel Gawad 11–3, 11–8, 11–9       | Marwan El Shorbagy | Youssef Soliman Youssef Ibrahim       | Sébastien Bonmalais Adrian Waller Yannick Wilhelmi Velavan Senthilkumar |
| HSC Houston Men's Open Houston, États-Unis Homme : PSA Gold 24 joueurs – 110 000 $ - tableau                                                                     | 13–18 février | Ali Farag 11–4, 11–9, 11–5               | Mazen Hesham       | Mohamed El Shorbagy Karim Abdel Gawad | Mostafa Asal Aly Abou Eleinen Tarek Momen Miguel Ángel Rodríguez        |
| Squash on Fire Open Washington, D.C., États-Unis Hommes : PSA Bronze 24 joueurs – 50 000 $ - tableau −−−−−− Femmes : PSA Bronze 24 joueuses – 50 000 $ - tableau | 14–18 février | Youssef Soliman 11–5, 11–4, 10–12, 11–3  | Iker Pajares       | Victor Crouin Youssef Ibrahim         | Nathan Lake Todd Harrity Greg Lobban Saurav Ghosal                      |
| Squash on Fire Open Washington, D.C., États-Unis Hommes : PSA Bronze 24 joueurs – 50 000 $ - tableau −−−−−− Femmes : PSA Bronze 24 joueuses – 50 000 $ - tableau | 14–18 février | Amina Orfi 15–13, 11–1, 9–11, 8–11, 11–9 | Tinne Gilis        | Sabrina Sobhy Tomato Ho               | Aira Azman Rachel Arnold Hana Moataz Menna Walid                        |
| Windy City Open Chicago, États-Unis Hommes : PSA Platinum 48 joueurs – 250 000 $ - tableau −−−−−− Femmes : PSA Platinum 48 joueuses – 250 000 $ - tableau        | 21–28 février | Ali Farag 11–8, 5–11, 11–7, 15–13        | Paul Coll          | Mazen Hesham Mostafa Asal             | Mohamed El Shorbagy Diego Elías Karim Abdel Gawad Victor Crouin         |
| Windy City Open Chicago, États-Unis Hommes : PSA Platinum 48 joueurs – 250 000 $ - tableau −−−−−− Femmes : PSA Platinum 48 joueuses – 250 000 $ - tableau        | 21–28 février | Nour El Sherbini 11–7, 6–11, 11–4, 11–4  | Nouran Gohar       | Georgina Kennedy Hania El Hammamy     | Nele Gilis Tinne Gilis Olivia Weaver Sabrina Sobhy                      |

#### Mars
| Tournoi | Date              | Champion                                               | Finaliste         | Demi-finalistes                       | Quart de finalistes                                                   |
| --- | ----------------- | ------------------------------------------------------ | ----------------- | ------------------------------------- | --------------------------------------------------------------------- |
| Canadian Men's Open Toronto, Canada Homme : PSA Silver 24 players – $78,000                                                                                            | 3–7 mars          | Diego Elías 11–2, 11–2, 9–11, 11–8                     | Mazen Hesham      | Youssef Soliman Balázs Farkas         | Yannick Wilhelmi Dimitri Steinmann Nicolas Müller David Baillargeon   |
| Squash In the Land Cleveland, États-Unis Homme : PSA Bronze 24 joueuses – 51 250 $ - tableau                                                                           | 5–10 mars         | Leonel Cárdenas 13–11, 11–6, 11–6                      | Bernat Jaume (de) | Greg Lobban Youssef Ibrahim           | Nathan Lake Eain Yow Ng Asim Khan Shahjahan Khan                      |
| Femme : PSA Silver 24 players – $75,000 | 5–10 mars         | Nour El Tayeb 9–11, 11–6, 11–6, 11–5                   | Georgina Kennedy  | Sivasangari Subramaniam Olivia Weaver | Farida Mohamed Alicia Mead Emily Whitlock Lucy Beecroft               |
| OptAsia Championships Wimbledon, Angleterre Homme : PSA Gold 24 joueurs – 110 000 $ - tableau                                                                          | 12–17 mars        | Paul Coll 8–11, 2–11, 12–10, 12–10, 11–9               | Ali Farag         | Mostafa Asal Karim Abdel Gawad        | Mohamed El Shorbagy Marwan El Shorbagy Joel Makin Baptiste Masotti    |
| Femme : PSA Bronze 24 joueuses – 57 500 $ - tableau | 12–17 mars        | Satomi Watanabe 11–9, 11–8, 11–6                       | Nele Gilis        | Nada Abbas Jasmine Hutton             | Mélissa Alves Sarah-Jane Perry Tesni Murphy Hana Moataz               |
| City Tattersalls Group Australian Open Sydney, Australie Homme : PSA Bronze 24 joueurs – 52 500 $ - tableau −−−−−− Femme : PSA Bronze 24 joueuses – 52 500 $ - tableau | 20–24 mars        | Youssef Soliman 11–8, 11–4, 4–11, 11–6                 | Victor Crouin     | Dimitri Steinmann Sébastien Bonmalais | Henry Leung David Baillargeon Lau Tsz-Kwan Ryūnosuke Tsukue           |
| City Tattersalls Group Australian Open Sydney, Australie Homme : PSA Bronze 24 joueurs – 52 500 $ - tableau −−−−−− Femme : PSA Bronze 24 joueuses – 52 500 $ - tableau | 20–24 mars        | Salma Hany 11–5, 11–8, 11–9                            | Amina Orfi        | Tomato Ho Sana Ibrahim                | Rachel Arnold Chan Yiwen Aira Azman Marie Stephan                     |
| GillenMarkets London Squash Classic Londres, Angleterre Homme : PSA Gold 24 joueurs – 108 500 $ - tableau −−−−−− Femme : PSA Gold 24 joueuses – 108 500 $ - tableau    | 27 mars – 1 avril | Paul Coll 11–8, 11–13, 11–7, 8–1rtd.                   | Mostafa Asal      | Joel Makin Declan James               | Marwan El Shorbagy George Parker Karim Abdel Gawad Aly Abou Eleinen   |
| GillenMarkets London Squash Classic Londres, Angleterre Homme : PSA Gold 24 joueurs – 108 500 $ - tableau −−−−−− Femme : PSA Gold 24 joueuses – 108 500 $ - tableau    | 27 mars – 1 avril | Sivasangari Subramaniam 11–9, 5–11, 13–11, 12–14, 11–8 | Hania El Hammamy  | Nele Gilis Nouran Gohar               | Fayrouz Aboelkheir Georgina Kennedy Nour El Sherbini Sarah-Jane Perry |

#### Avril
| Tournoi | Date        | Champion                                 | Finaliste         | Demi-finalistes                | Quart de finalistes                                                      |
| --- | ----------- | ---------------------------------------- | ----------------- | ------------------------------ | ------------------------------------------------------------------------ |
| Open d'Allemagne Hambourg, Allemagne Homme : PSA Bronze 24 joueurs – 50 000 $ - tableau −−−−−− Femme : PSA Bronze 24 joueuses – 50 000 $ - tableau          | 3–7 avril   | Eain Yow Ng 12–10, 11–8, 10–12, 11–3     | Dimitri Steinmann | Joel Makin Mohamed Elsherbini  | Raphael Kandra Timothy Brownell Bernat Jaume (de) Velavan Senthilkumar   |
| Open d'Allemagne Hambourg, Allemagne Homme : PSA Bronze 24 joueurs – 50 000 $ - tableau −−−−−− Femme : PSA Bronze 24 joueuses – 50 000 $ - tableau          | 3–7 avril   | Georgina Kennedy 11–9, 11–6, 7–11, 14–12 | Nele Gilis        | Salma Hany Tesni Murphy        | Tinne Gilis Fayrouz Aboelkheir Malak Khafagy Saskia Beinhard             |
| Black Ball Squash Open Le Caire, Égypte Homme : PSA Gold 24 joueurs – 108 500 $ - tableau −−−−−− Femme : PSA Gold 24 joueuses – 108 500 $ - tableau         | 11–16 avril | Mostafa Asal 12–10, 11–5, 7–11, 11–8     | Ali Farag         | Karim Abdel Gawad Mazen Hesham | Youssef Ibrahim Fares Dessouky Miguel Ángel Rodríguez Mohamed Elsherbini |
| Black Ball Squash Open Le Caire, Égypte Homme : PSA Gold 24 joueurs – 108 500 $ - tableau −−−−−− Femme : PSA Gold 24 joueuses – 108 500 $ - tableau         | 11–16 avril | Nouran Gohar 11–7, 11–5, 11–7            | Olivia Weaver     | Nour El Tayeb Tinne Gilis      | Rowan Elaraby Salma Hany Hana Moataz Nada Abbas                          |
| El Gouna International El Gouna, Égypte Homme : PSA Platinum 48 joueurs – 175 000 $ - tableau ------ Femme : PSA Platinum 48 joueuses – 175 000 $ - tableau | 19–26 avril | Ali Farag 11–7, 8–11, 11–4, 11–5         | Mostafa Asal      | Karim Abdel Gawad Tarek Momen  | Paul Coll Mohamed El Shorbagy Diego Elías Aly Abou Eleinen               |
| El Gouna International El Gouna, Égypte Homme : PSA Platinum 48 joueurs – 175 000 $ - tableau ------ Femme : PSA Platinum 48 joueuses – 175 000 $ - tableau | 19–26 avril | Nouran Gohar 11–6, 11–13, 11–6, 11–6     | Nour El Sherbini  | Tinne Gilis Georgina Kennedy   | Nour El Tayeb Salma Hany Olivia Weaver Rowan Elaraby                     |

#### Mai
| Tournoi | Date      | Champion                            | Finaliste        | Demi-finalistes                     | Quart de finalistes                                              |
| --- | --------- | ----------------------------------- | ---------------- | ----------------------------------- | ---------------------------------------------------------------- |
| CIB PSA World Championships Le Caire, Égypte Homme : World Championship 64 joueurs - 550 000 $ - tableau −−−−−− Femme : World Championship 64 joueuses - 550 000 $ - tableau | 9–18 mai  | Diego Elías 11–6, 11–5, 12–10       | Mostafa Asal     | Paul Coll Ali Farag                 | Mazen Hesham Mohamed El Shorbagy Tarek Momen Karim Abdel Gawad   |
| CIB PSA World Championships Le Caire, Égypte Homme : World Championship 64 joueurs - 550 000 $ - tableau −−−−−− Femme : World Championship 64 joueuses - 550 000 $ - tableau | 9–18 mai  | Nouran Gohar 11–8, 9–11, 11–7, 11–5 | Nour El Sherbini | Olivia Weaver Hania El Hammamy      | Fayrouz Aboelkheir Rowan Elaraby Nour El Tayeb Tinne Gilis       |
| QSF No.3 Doha, Qatar Homme : PSA Bronze 24 joueurs - 53 500 $ - tableau | 22-26 mai | Tarek Momen 11–6, 11–4, 5–11, 11–5  | Eain Yow Ng      | Dimitri Steinmann Abdulla Al-Tamimi | Aly Abou Eleinen Velavan Senthilkumar Shahjahan Khan Abhay Singh |

#### Juin
| Tournoi | Date       | Champion                                    | Finaliste        | Demi-finalistes                | Quart de finalistes                                                         |
| --- | ---------- | ------------------------------------------- | ---------------- | ------------------------------ | --------------------------------------------------------------------------- |
| British Open Birmingham, Angleterre Homme : PSA Platinum 48 joueurs – 194 500 $ - tableau −−−−−− Femme : PSA Platinum 48 joueuses – 194 500 $ - tableau             | 2–9 juin   | Mostafa Asal 11–5, 2–11, 13–11, 4–11, 12–10 | Ali Farag        | Paul Coll Joel Makin           | Diego Elías Timothy Brownell Mazen Hesham Eain Yow Ng                       |
| British Open Birmingham, Angleterre Homme : PSA Platinum 48 joueurs – 194 500 $ - tableau −−−−−− Femme : PSA Platinum 48 joueuses – 194 500 $ - tableau             | 2–9 juin   | Nouran Gohar 11–6, 17–15, 3–11, 7–11, 11–4  | Nour El Sherbini | Nour El Tayeb Hania El Hammamy | Salma Hany Olivia Weaver Tinne Gilis Georgina Kennedy                       |
| PSA World Tour Finals Bellevue, États-Unis Homme : World Tour Finals 8 players – $224,500 – tableau −−−−−− Femme : World Tour Finals 8 players – $224,500 – tableau | 18–22 juin | Ali Farag 11–5, 5–2rtd.                     | Mostafa Asal     | Paul Coll Tarek Momen          | Round Robin: Mazen Hesham Karim Abdel Gawad Mohamed El Shorbagy Diego Elías |
| PSA World Tour Finals Bellevue, États-Unis Homme : World Tour Finals 8 players – $224,500 – tableau −−−−−− Femme : World Tour Finals 8 players – $224,500 – tableau | 18–22 juin | Nouran Gohar 7–11, 11–2, 11–9, 11–10        | Nour El Sherbini | Hania El Hammamy Nele Gilis    | Round Robin: Olivia Weaver Georgina Kennedy Nour El Tayeb Tinne Gilis       |

## Classements 2023
| Rang | Joueur                 | Pays             |
| 1    | Ali Farag              | Égypte           |
| 2    | Diego Elías            | Pérou            |
| 3    | Paul Coll              | Nouvelle-Zélande |
| 4    | Mostafa Asal           | Égypte           |
| 5    | Mohamed El Shorbagy    | Angleterre       |
| 6    | Karim Abdel Gawad      | Égypte           |
| 7    | Mazen Hesham           | Égypte           |
| 8    | Marwan El Shorbagy     | Angleterre       |
| 9    | Tarek Momen            | Égypte           |
| 10   | Joel Makin             | Pays de Galles   |
| 11   | Victor Crouin          | France           |
| 12   | Youssef Soliman        | Égypte           |
| 13   | Miguel Ángel Rodríguez | Colombie         |
| 14   | Baptiste Masotti       | France           |
| 15   | Fares Dessouky         | Égypte           |
| 16   | Aly Abou Eleinen       | Égypte           |
| 17   | Mohamed Elsherbini     | Égypte           |
| 18   | Abdulla Al-Tamimi      | Qatar            |
| 19   | Eain Yow Ng            | Malaisie         |
| 20   | Nicolas Müller         | Suisse           |

| Rang | Joueuse                 | Pays             |
| 1    | Nour El Sherbini        | Égypte           |
| 2    | Nouran Gohar            | Égypte           |
| 3    | Hania El Hammamy        | Égypte           |
| 4    | Nele Gilis              | Belgique         |
| 5    | Amanda Sobhy            | États-Unis       |
| 6    | Georgina Kennedy        | Angleterre       |
| 7    | Nour El Tayeb           | Égypte           |
| 8    | Tinne Gilis             | Belgique         |
| 9    | Joelle King             | Nouvelle-Zélande |
| 10   | Olivia Weaver           | États-Unis       |
| 11   | Salma Hany              | Égypte           |
| 12   | Rowan Elaraby           | Égypte           |
| 13   | Sarah-Jane Perry        | Angleterre       |
| 14   | Olivia Clyne            | États-Unis       |
| 15   | Sivasangari Subramaniam | Malaisie         |
| 16   | Sabrina Sobhy           | États-Unis       |
| 17   | Amina Orfi              | Égypte           |
| 18   | Satomi Watanabe         | Japon            |
| 19   | Nada Abbas              | Égypte           |
| 20   | Farida Mohamed          | Égypte           |

## Classements
| Rang | Joueur              | Pays             |
| 1    | Mostafa Asal        | Égypte           |
| 2    | Ali Farag           | Égypte           |
| 3    | Diego Elías         | Pérou            |
| 4    | Paul Coll           | Nouvelle-Zélande |
| 5    | Joel Makin          | Pays de Galles   |
| 6    | Tarek Momen         | Égypte           |
| 7    | Karim Abdel Gawad   | Égypte           |
| 8    | Mohamed El Shorbagy | Angleterre       |
| 9    | Marwan El Shorbagy  | Angleterre       |
| 10   | Mazen Hesham        | Égypte           |
| 11   | Eain Yow Ng         | Malaisie         |
| 12   | Youssef Soliman     | Égypte           |
| 13   | Aly Abou Eleinen    | Égypte           |
| 14   | Victor Crouin       | France           |
| 15   | Youssef Ibrahim     | Égypte           |
| 16   | Fares Dessouky      | Égypte           |
| 17   | Leonel Cárdenas     | Mexique          |
| 18   | Dimitri Steinmann   | Suisse           |
| 19   | Greg Lobban         | Écosse           |
| 20   | Grégoire Marche     | France           |

| Rang | Joueuse                 | Pays       |
| 1    | Nouran Gohar            | Égypte     |
| 2    | Nour El Sherbini        | Égypte     |
| 3    | Hania El Hammamy        | Égypte     |
| 4    | Olivia Weaver           | États-Unis |
| 5    | Amina Orfi              | Égypte     |
| 6    | Tinne Gilis             | Belgique   |
| 7    | Georgina Kennedy        | Angleterre |
| 8    | Sivasangari Subramaniam | Malaisie   |
| 9    | Rowan Elaraby           | Égypte     |
| 10   | Satomi Watanabe         | Japon      |
| 11   | Nele Gilis-Coll         | Belgique   |
| 12   | Amanda Sobhy            | États-Unis |
| 13   | Nada Abbas              | Égypte     |
| 14   | Fayrouz Aboelkheir      | Égypte     |
| 15   | Salma Hany              | Égypte     |
| 16   | Farida Mohamed          | Égypte     |
| 17   | Sana Ibrahim            | Égypte     |
| 18   | Jasmine Hutton          | Angleterre |
| 19   | Melissa Alves           | France     |
| 20   | Rachel Arnold           | Malaisie   |

## Retraites
Ci-dessous, la liste des joueurs et joueuses notables (gagnants un titre majeur ou ayant fait partie du top 30 pendant au moins un mois) ayant annoncé leur retraite du squash professionnel, devenus inactifs ou ayant été bannis durant la saison 2023-2024:
- Olivia Clyne, née le 23 janvier 1993 à New York, rejoint le circuit pro en 2009 atteignant en octobre 2021 la 11e place mondiale sur le circuit international. Elle est championne des États-Unis en 2017 et en 2019.  Elle prend sa retraite sportive en décembre 2023[5].
- Alexandra Fuller, , née le 24 août 1993 au Cap, rejoint le circuit pro en 2013, atteignant en octobre 2022 la 22e place mondiale. Elle est championne d'Afrique du Sud à trois reprises en 2015, 2018 et 2020. Elle prend sa retraite sportive en janvier 2024[6].
- Low Wee Wern, née le 25 juillet 1990 dans l'état de Penang, rejoint le circuit en 2006 atteignant en octobre 2014, la cinquième place mondiale sur le circuit international. Elle est championne de Malaisie à quatre reprises entre 2012 et 2020. Elle annonce sa retraite sportive en février 2024[7].
- Saurav Ghosal, né le 10 août 1986 à Calcutta, rejoint le circuit pro en 2003, atteignant en avril 2019 la 10e place mondiale. Il est champion d'Inde à 13 reprises entre 2005 et 2017. Il est champion d'Asie en 2019[8].